# Покотыло, Сергей Витальевич
Сергей Витальевич Покотыло (1 февраля 1982, Североуральск, СССР) — российский игрок в мини-футбол; главный тренер клуба «Сибиряк».

## Биография
Сергей Покотыло дебютировал в Суперлиге в 2002 году, начав карьеру профессионала в екатеринбуржском мини-футбольном клубе «УПИ-ДДТ», созданном под эгидой Уральского политехнического университета. В 2004 году «студенты» переехали в Челябинск, а Сергей остался в Екатеринбурге, перейдя в «ВИЗ-Синару». За «визовцев» он выступал в течение двух сезонов, после чего один сезон провёл в «Норильском никеле».
В 2007 году Покотыло перешёл в «Липецк», за который играл на протяжении полутора сезонов, после чего стал игроком новосибирского «Сибиряка», дебютировавшего в Высшей лиге после решения руководства Новосибирской области о возрождении клуба. По итогам первого же сезона Сергей вместе с клубом получил право выступления в элите российского футзала — Суперлиге. Цвета новосибирского клуба Сергей защищал без малого десять лет, став четырёхкратным бронзовым призёром чемпионата и двукратным обладателем серебряных медалей первенства России. В феврале 2019 года Покотыло стал игроком МФК «Газпром-Югра» (г. Югорск). В 2020 году вернулся в «Сибиряк», в котором выступал до конца сезона 2022/23, после чего завершил карьеру игрока.
Перед началом сезона 2023/24 Покотыло был назначен главным тренером дублирующего состава «Сибиряка» команды «Сибиряк-Новосибирск» («Сибиряк-Триумф»), выступающей в конференции «Восток» Высшей лиги. Однако уже вскоре после начала сезона в отставку был отправлен главный тренер основной команды Николай Лупашкин, и Покотыло стал вначале исполняющим обязанности, а затем и главным тренером «Сибиряка».